# 그림포테우티스
그림포테우티스(Grimpoteuthis)는 문어목 우무문어과에 속한 문어이다. “덤보문어”라는 이름으로도 잘 알려져 있는데 이는 각각의 눈 위의 외투막으로부터 뻗어 있는 귀 모양의 지느러미를 가진 모습이 디즈니의 1941년 영화 “덤보”의 주인공인 아기코끼리 덤보와 닮았기 때문이다. 종종 같은 우무문어과의 우무문어와 같은 종이라고 생각하는 사람이 있지만 둘은 엄연히 별개의 동물이다. 그림포테우티스는 젤라틴 같은 몸을 가지고 있으며 이동을 위해 지느러미를 움직인다. 이러한 행동은 극한의 심해 환경에서 에너지를 보존하는 데 도움이 된다. 17개의 종이 알려져 있고, 먹이로는 갑각류, 이매패류, 벌레 및 요각류가 있다. 그림포테우티스의 평균 수명은 3~5년이다.

## 종 분류
| 종명                       | 관찰자                  | 지역                                                    | 깊이 (m)  | 분류학적 참고사항                                    |
| -------------------------- | ----------------------- | ------------------------------------------------------- | --------- | ---------------------------------------------------- |
| Grimpoteuthis abyssicola   | O'shea, 1999            | 남태평양 (뉴질랜드와 호주)                              | 3145-3180 |                                                      |
| Grimpoteuthis angularis    | Verhoeff & O'shea, 2022 | 뉴질랜드                                                | 628       | 한 개의 표본, 내부 껍데기 형태는 다른 속과 구별됨    |
| Grimpoteuthis bathynectes  | Voss & Pearcy, 1990     | 북태평양 (오리건주 앞바다의 Tufts 및 Cascadia 심해평원) | 3932      |                                                      |
| Grimpoteuthis boylei       | Collins, 2003           | 북동 대서양 (Porcupine 및 Madeira 심해평원)             | 4845-4847 |                                                      |
| Grimpoteuthis challengeri  | Collins, 2003           | 북동대서양 (Porcupine 심해평원)                         | 4828-4838 |                                                      |
| Grimpoteuthis discoveryi   | Collins, 2003           | 북동대서양                                              | 2600-4870 |                                                      |
| Grimpoteuthis greeni       | Verhoeff & O'shea, 2022 | 호주 남부                                               | 480-1993  | 세 개의 표본                                         |
| Grimpoteuthis hippocrepium | Hoyle, 1905             | 동태평양 (말펠로섬)                                     | 3334      | 이전에 Stauroteuthis속에 분류되었음, 한 개의 표본    |
| Grimpoteuthis imperator    | Ziegler & Sagorny, 2021 | 북태평양 (엠페러 해저산열)                              | 3913-4417 | 한 개의 표본                                         |
| Grimpoteuthis innominata   | O'shea, 1999            | 남태평양 (뉴질랜드 동부)                                | 2000      | 대안으로 Enigmatiteuthis속으로 분류됨                |
| Grimpoteuthis meangensis   | Hoyle, 1885             | 서태평양 (필리핀 근처의 Meangis 제도)                   | 925       | 이전에 Cirroteuthis속과 Stauroteuthis속에 분류되었음 |
| Grimpoteuthis megaptera    | Verrill, 1885           | 북서대서양 (마서스 비니어드 남동쪽)                     | 4600      | 이전에 Cirroteuthis속에 분류되었음                   |
| Grimpoteuthis pacifica     | Hoyle, 1885             | 남태평양 (파푸아뉴기니)                                 | 4500      | 이전에 Cirroteuthis속에 분류되었음                   |
| Grimpoteuthis plena        | Verrill, 1885           | 북서 대서양                                             | 2000      | 이전에 Cirroteuthis속에 분류되었음                   |
| Grimpoteuthis tuftsi       | Voss & Pearcy, 1990     | 북태평양 (오리건주 앞바다의 Tufts 및 Cascadia 심해평원) | 3900      |                                                      |
| Grimpoteuthis umbellata    | P. Fischer, 1883        | 북대서양 (모로코의 카나리아 제도 및 아소르스 제도)      | 2235      | 이전에 Cirroteuthis속에 분류되었음                   |
| Grimpoteuthis wuelkeri     | Grimpe, 1920            | 북동부 및 북서 대서양                                   | 2055      |                                                      |

위에서 언급한 바와 같이, 챌린저 탐사에서 수집된 많은 종이 처음에는 Cirroteuthis속과 Stauroteuthis속으로 분류되었고 이전에 그림포테우티스속에 분류되었던 몇몇 종은 다른 우무문어과의 속으로 이동하였다. 또한 그림포테우티스 종과 Enigmatiteuthis속의 종을 포함하기 위하여 새로운 과인 Grimpoteuthidae가 제안되기도 하였다. 그림포테우티스 분류 체계에 대한 혼란은 연구에 사용할 수 있는 표본의 질이 낮고 수가 한정되어있기 때문이라고 해석된다.

## 분포 및 서식지
- 그림포테우티스는 전 세계적으로 분포하는 것으로 추정되며, 1,000m에서 7,000m 사이의 추운 곳에서 서식한다. 표본은 오리건주와 필리핀, 마서스비니어드, 아소르스 제도, 뉴질랜드, 오스트레일리아, 캘리포니아, 멕시코 만, 파푸아뉴기니 해안에서 발견되었다. 그림포테우티스 문어는 현존하는 문어 중 가장 깊은 곳에 서식하며, 일부 표본은 깊은 곳에서 포획되거나 관찰된다. 한 그림포테우티스의 표본은 그랜드 케이맨 남동쪽 60km 해상에서 7,279m 지점에서 포획되었지만, 이 깊이는 불확실했다. 그러나 2020년 자바 해구 수심 6,957m에서 그림포테우티스가 발견되어 이 속들의 분포가 확인되었다. 또한 랜더 라는 장비로 그림포테우티스의 모습을 인도양의 깊은 바닷속 7,000m 자바 해구에서 발견했다고 한다.

## 생존 방법
- 그림포테우티스는 1,000m(3,300ft) 이하의 깊이에서 생활하여 인간의 직접적인 위협에 거의 직면하지 않는다. 유촉모아목의 천적으로는 큰 경골어류와 상어가 있으며 향유고래, 물개와 같은 해양 포유류도 있지만 이들 대부분은 다른 문어의 포식자이고 그림포테우티스의 주 포식자는 상어이다.
- 그림포테우티스는 모든 유촉모아목의 경우와 마찬가지로 먹물 주머니가 없다. 게다가 유촉모아목은 신경이 분포되어있는 색소세포가 부족하여 피부의 색상을 바꾸는 위장을 할 수가 없다. 유촉모아목이 포식자를 탈출하거나 피하는 방법은 거의 알려져 있지 않다.

## 움직임, 특징 및 먹이 사냥
- 모든 그림포테우티스는 촉수 사이에 특징적인 우산 모양의 물갈퀴를 가지고 있으며, 모두 귀 모양의 지느러미가 있어 물속을 헤쳐 다닐 수 있다. 그림포테우티스는 일반문어와 달리 몸의 대부분이 한천질로 이루어져 있어 허약하다.

- 팔의 움직임은 동물이 어떤 방향으로든 움직이도록 돕기 위해 사용될 수 있다. 불확실한 예상이지만, 그림포테우티스의 아가미는 유기체가 다양한 방향으로 밀고 들어가거나 멀리 나가는 것을 돕는 경향이 있다. 추진력 외에도, 이 동물은 강한 강렬함이나 스트레스를 받는 상황에서 날아갈 수 있습니다. 그 팔은 그 동물이 해저를 따라 기어다니고, 먹이를 잡고, 알을 낳고, 탐험하는 것을 가능하게 한다. 그리고 다른 문어와 대조적으로 그림포테우티스는 먹물을 생산하지 않는다. 그 원인은 그들의 서식지가 바다의 깊고 어두운 곳이기 때문에 불필요해진 것 때문이다.

- 그림포테우티스는 먹이를 사냥하여 통째로 삼키는 육식성 동물이다. 그림포테우티스는 바다 바닥 위를 맴돌며, 먹이를 사냥하기 위해 다지벌레, 원양각류, 등각류, 양각류, 기타 갑각류를 찾는다. 그림포테우티스는 먹이감을 툭툭 치면서 잡고, 먹이감들은 통째로 삼켜진다. 그림포테우티스의 입은 다른 문어와 달라 음식을 잘게 찢는다.

## 번식
- 유촉모아목의 문어는 '연속 산란자'로 분류되며, 암컷은 여러 단계의 성숙기에 여러 개의 알을 가지고 있고, 한 번에 한두 개의 알만 낳으며, 산란기에 계절성이 없다. 그림포테우티스 또한 이 종에 속하여 다른 문어들과는 달리, 번식기가 따로 존재하지 않아서 암수가 만나면 언제든지 알을 낳을 수 있다. 유촉모아목의 문어알은 크고 융요막[3]을 둘러싼 단단한 껍질이 있으며(다른 문어에서는 발견되지 않음), 그중 그림포테우티스는 껍질이나 해저의 작은 바위 밑 또는 심해 산호에 알을 붙인다. 암컷 그림포테우티스는 알을 보호하거나 품지 않는다. 따라서 새끼들은 스스로 생존할 수 있는 모든 감각과 운동 기능을 갖춘 "완전히 유능한" 개체로 스스로 부상한다.